# Chrishell Stause
Terrina Chrishell Stause (née le 21 juillet 1981) est une actrice et agent immobilier américaine. 
En tant qu'actrice, elle est principalement connue pour sa carrière dans les soap operas, notamment pour les rôles d'Amanda Dillon dans La Force du destin, Jordan Ridgeway dans Des jours et des vies, ou encore Bethany Bryant dans Les Feux de l'amour.
Son travail d'agent immobilier est mis en scène dans Selling Sunset, une émission de télé-réalité diffusée sur Netflix.

## Biographie

### Jeunesse
Stause est né à Draffenville, Kentucky. Elle est d'origine japonaise d'un quart par son père. Elle a étudié à l'université d'État de Murray, où elle a décroché une licence en théâtre en 2009.
Son prénom Chrishell lui vient du jour de sa naissance : lorsque sa mère était en train d'accoucher dans une station Shell, c'est le responsable de la station, prénommé Chris, qui a appelé de l'aide.

### Carrière
Stause est surtout connue pour le rôle d'Amanda Dillon dans la série d'ABC La Force du destin, un rôle qu'elle a commencé le 4 mai 2005 lorsque le personnage est revenu à Pine Valley après une absence de cinq années. Le rôle d'Amanda était auparavant interprété par Alexis Manta. La série a été annulée et s'est terminée le 23 septembre 2011. Par la suite, Stause a joué dans la deuxième saison de la série de Dana Delany Body of Proof. Elle était membre de la troupe d'improvisation The Groundlings à Los Angeles.
En avril 2013, il a été annoncé que Stause avait rejoint le casting de la série de NBC Des jours et des vies. Son personnage, Jordan Ridgeway, est apparu à l'écran pour la première fois à Salem le 15 août 2013,,. Le 24 octobre 2014, il a été annoncé que Stause quitterait la série en 2015. En 2018, il a été annoncé que Stause reprendrait le rôle et pour être diffusé en février 2019.
En 2015, elle a joué comme invitée spéciale dans la série d'ABC, Mistresses. En avril 2016, il a été annoncé que Stause rejoindrait le casting de la série Les feux de l'amour dans le rôle de Bethany Bryant, débutant fin mai. Elle y est apparue pour la dernière fois le 17 août 2016.
En 2017, elle a été castée dans son premier rôle principal pour un film, dans le thriller Eve of Abduction.
En plus de sa carrière d'actrice, elle est également agent immobilier. Son travail est mis en scène dans Selling Sunset, une émission de télé-réalité Netflix qui suit The Oppenheim Group, un courtier immobilier spécialisé dans les maisons de luxe à Los Angeles.
En 2020, elle participa à la 29e saison de la célèbre émission Dancing with the Stars. Elle fit un duo avec le danseur Gleb Savchenko. Elle fut éliminée par les juges après 8 semaines de danse.

### Vie privée
Stause a été fiancée à Matthew Morrison du 9 décembre 2006 à 2007.
En janvier 2014, il a été confirmé que Stause et Justin Hartley sortaient ensemble. En juillet 2016, le couple annonce ses fiançailles. Ils se sont mariés le 28 octobre 2017. En novembre 2019, Hartley a demandé le divorce, invoquant des différences irréconciliables. Elle a demandé la dissolution du mariage en décembre 2019. En 2021, elle entame une relation avec l'agent immobilier américain Jason Oppenheim, qui se terminera au bout de quelques mois à la suite de leurs différends concernant leur désir d'enfants. En 2022 elle dévoile sa nouvelle relation avec l'artiste non-binaire G Flip.

## Filmographie
| Dates              | Titre                            | Rôle                 | Remarques                                                           |
| ------------------ | -------------------------------- | -------------------- | ------------------------------------------------------------------- |
| 2005-2011          | La force du destin               | Amanda Dillon Martin | Rôle principal                                                      |
| 2008               | Scaring the Fish                 | Robin                |                                                                     |
| 2009               | The Crimson Mask                 | Jules                |                                                                     |
| 2011               | The Crimson Mask: Director's Cut | Jules                |                                                                     |
| 2011               | Body of Proof                    | Justine Befort       | Épisode : "Your Number's Up"                                        |
| 2012               | Hot and Bothered                 | Payton               | Court métrage                                                       |
| 2013-2015, 2019-20 | Des jours et des vies            | Jordan Ridgeway      | Rôle principal (2013-2015) ; rôle récurrent (2019) ; invitée (2020) |
| 2014-présent       | Youthful Daze                    | Zoey Miller          | Rôle principal                                                      |
| 2014               | Meanwhile                        | Party Girl           | 1 épisode                                                           |
| 2015               | Another Time                     | Julia Practor        |                                                                     |
| 2015               | Mistresses                       | La femme au yoga     | Épisode : Saison 3, épisode 5                                       |
| 2015               | Misguided                        | Chrishell            | 1 épisode                                                           |
| 2016               | Les feux de l'amour              | Bethany Bryant       | Rôle récurrent                                                      |
| 2018               | Eve of Abduction                 | Lila                 |                                                                     |
| 2019               | Selling Sunset                   | Elle-même            | Rôle principal                                                      |

## Nominations
| Dates | Prix                     | Catégorie                                                | Œuvre                 | Résultat |
| ----- | ------------------------ | -------------------------------------------------------- | --------------------- | -------- |
| 2020  | 47th Daytime Emmy Awards | Interprète invité exceptionnel dans une série dramatique | Des jours et des vies | En cours |